# Hans Heg
Hans Louis Heg (Maartensdijk, 11 oktober 1936) is een Nederlandse muziekjournalist, documentairemaker, drijvende kracht achter muzikaal talent als Lavinia Meijer en pleitbezorger van (destijds in Nederland) nog onbekende musici als Philip Glass. Hij was recensent klassieke muziek bij uiteenlopende dagbladen en tijdschriften, drie decennia muziekredacteur bij de Volkskrant, medewerker van muziekprogramma’s van de Nederlandse Omroep Stichting (NOS), bijna een kwart eeuw panellid van het NTR-radioprogramma Diskotabel en maker van muziekdocumentaires voor de NOS over onder anderen Bruno Maderna.
Heg schreef als muziekjournalist niet alleen recensies, maar maakte ook interviews, reportages en nieuwsberichten, vaak primeurs over de muziek- en kunstsector. Hij schuwde de controverse niet, had uitgesproken standpunten die hem niet altijd in dank werden afgenomen en soms tot conflict leidden met zijn werkgevers, zoals PCM, of musici, zoals Peter Schat.

## Opleiding
Na de lagere school in Tuindorp ging Heg naar de ‘bijzondere’ en enigszins deftige Hogereburgerschool (HBS) aan de Plompetorengracht 9-13 in Utrecht. De school stond ook bekend als ‘HBS De Munnik’ naar haar eerste directeur Frans de Munnik (1871-1937) en leidde alleen op voor het HBS-b diploma, een vijfjarige cursus. Doordat hij in de vijfde klas tbc (‘vliegende tering’) kreeg en lang moest herstellen, miste Heg het examenjaar. Hij pakte de draad in januari 1955 weer op, ditmaal in de vierde klas van het Gemeentelijk Lyceum aan de Van Asch van Wijckskade 20 in Utrecht, waar hij zijn HBS-a diploma behaalde.
Vanwege zijn tbc-verleden werd hij afgekeurd voor militaire dienst en kon hij direct na zijn middelbare schoolopleiding verder studeren. Hij speelde net als zijn moeder piano en klavecimbel en had les gekregen van de in Wenen opgeleide Elly Kautetzky, maar het conservatorium lag niet voor de hand, want ondanks een goed auditief geheugen kon hij geen stukken uit zijn hoofd spelen. Wel had hij een grote kennis van het klassiek repertoire, aangezien hij de periode dat hij met tbc ziek op bed lag constant luisterde naar de muziek op zijn Erres-radio.
De nabijheid van concertzaal Tivoli aan de Kruisstraat in Utrecht hielp ook bij zijn ontwikkeling tot muziekliefhebber en -kenner. Het eerste concert dat hij als tiener bijwoonde (tijdens een excursie met zijn lagere school), werd gedirigeerd door Willem van Otterloo (1907–1978), die tot 1949 de vaste dirigent was van het Utrechts Stedelijk (vanaf 1946: Symfonie) Orchest, zoals het destijds werd gespeld. De keuze om in zijn woonplaats muziekwetenschap te studeren bij Hélène Nolthenius, Herman Strategier en Eduard Reeser aan de Universiteit van Utrecht lag voor de hand, al moest hij daarvoor tevens worden onderwezen in Latijn en Grieks, die immers geen onderdeel uitmaakten van het curriculum van de HBS.

## Loopbaan
Heg, zelf afkomstig uit een niet-religieus gezin, stopte na een paar jaar met zijn studie omdat hij die te conservatief en vooral te katholiek vond. Bevrijd van deze last, stortte hij zich in het kunst- en vooral het muziekleven. Om zijn eigen broek op te houden, ging hij werken op een verzekeringskantoor in Den Haag, De Nederlanden van 1845, waaruit in 1963 de Nationale-Nederlanden is ontstaan.

### Bureau Premsela Vonk
Via zijn Haagse vriendenkring leerde de 25-jarige Heg in 1962 de zestien jaar oudere vormgever, interieurarchitect en voorvechter van homo-emancipatie Benno Premsela (1920-1997) kennen. Die haalde hem weg uit Den Haag en gaf hem niet alleen een baan op zijn eigen ontwerpbureau dat hij net was begonnen met Jan Vonk, maar stelde zijn ‘liefdespartner’ ook voor bij hem te komen wonen op de Keizersgracht.

### Nieuwe Rotterdamsche Courant(1963-1969)
Via diezelfde Haagse vriendenkring, onder wie muziekmedewerker Martinus van Doorninck van de NRC, was ook met succes contact gelegd met de verantwoordelijke muziekredacteur van die krant, Alex van Amerongen (1920–1985).  Zo zette Heg zijn eerste stappen in de journalistiek. Behalve recensies voor de Rotterdamse krant, ging hij ook kritieken schrijven voor de Verenigde Noordhollandse dagbladen in Alkmaar en programmatoelichtingen en interviews voor het blad Luister.

### Algemeen Handelsblad(1969-1971)
Heg vertrok in november 1969 met een knallende ruzie in Rotterdam. Hij had een conflict gekregen met Van Amerongen, die zonder dit tegen hem te zeggen een afkeurend commentaar had geplaatst bij Hegs interview met drie opstandige componisten, Louis Andriessen, Reinbert de Leeuw en Peter Schat, naar aanleiding van de Aktie Notenkraker. Van Amerongen noteerde in zijn commentaar op het interview van zijn medewerker: ‘Vaagheden spreken publiek noch musici aan.’
Heg stapte over naar het Algemeen Handelsblad in Amsterdam, waar de in Hongarije geboren Hans Reichenfeld (1914–1983) de scepter zwaaide over de muziekredactie en in wiens opvattingen Heg zich geheel kon vinden. Het was immers Reichenfeld geweest die al drie jaar eerder een open brief had afgedrukt van de opstandige componisten die Heg had geïnterviewd. Heg kon direct beginnen omdat Reichenfelds medewerker Henk van Royen zojuist had opgezegd. Heg bleef als medewerker aan de krant verbonden tot na de samenvoeging van het Algemeen Handelsblad en de Nieuwe Rotterdamsche Courant tot NRC Handelsblad op 1 oktober 1970. Alex van Amerongen kwam ook bij de fusiekrant terecht, maar kwam onder Reichenfeld te werken.

### de Volkskrant(1971-2001)
In januari 1971 begon Heg bij de Volkskrant omdat hij daar een vaste baan als redacteur kreeg aangeboden als opvolger van Jan Mul (1911-1971). Tot dan toe was hij steeds freelancer geweest, wat een onzeker financieel bestaan betekende zonder uitzicht op een pensioenvoorziening. Onzeker bleef wel of zijn stukken werden geplaatst. Destijds had de kunstredactie van de Volkskrant geen eigen pagina’s en het kunstnieuws, alle recensies en interviews moesten concurreren met de rest van het aanbod.
Dit veranderde pas met het aantreden van Jan Paul Bresser (1941-2015) als chef van de kunstredactie en Jan Blokker als adjunct-hoofdredacteur in 1979. Er kwamen vaste kunstpagina’s (niet alleen voor film) en een kunstbijlage, waarmee de Volkskrant ook op cultuurgebied uitgroeide tot grote concurrent van NRC Handelsblad.
Heg behoorde tot de jonge opstandige progressieve garde bij de Volkskrant, die de krant vooruitstrevend maakte en liet aansluiten bij een jonger leespubliek waardoor de krant sterk in oplage groeide. Bij zijn afscheid in 2001 riep hoofdredacteur Pieter Broertjes deze fase in herinnering door te memoreren dat ‘Heg altijd wel [zorgde] voor opwinding, fanfare, journalistieke scherpte en vooral nieuws’. Met Heg was er altijd rumoer, aldus Broertjes. ‘Ik hoef alleen maar de naam van Peter Schat te noemen. Incidenten waarbij de affaires rond Willem Oltmans kinderspel lijken.’
Volgens Broertjes zat Heg bovenop het nieuws uit de kunstsector. Hij had dan ook groot netwerk, vooral in Amsterdam. Na zijn relatie met Premsela was hij bevriend met hem gebleven en werd hij regelmatig uitgenodigd als die weer Nederlandse, maar ook buitenlandse gasten uit de kunstsector te eten had, zoals de Amerikaanse componist Virgil Thomson (1896-1989) en diens landgenoot, de beeldend kunstenaar Bill Katz (1926-2003). Premsela kende iedereen die er toe deed in en buiten de kunstsector. De choreograaf Hans van Manen beschouwde hem als mentor. Zijn huis aan de Keizersgracht was een zoete inval. Via Premsela leerde Heg ook diens neef Arthur van Schendel kennen, kleinzoon van schrijver Arthur van Schendel (1874-1946), die Hegs vader Rudolf Heg nog had gekend via zijn dochter. Als directeur van het Amsterdamse Uit Buro was Van Schendel een spil in de hoofdstedelijke kunst- en cultuurwereld. 
Omdat hij naast zijn werk voor de krant steeds meer betrokken raakte bij radio- en televisieproducties in Hilversum, besloot Heg in 1983 zijn volledige contract bij de Volkskrant om te zetten in een deeltijdcontract, dat hem meer vrijheid bood ook voor andere opdrachtgevers te werken zonder dat de hoofdredactie van de krant daar veel bezwaar tegen kon maken.
Hij bleef dertig jaar aan de krant verbonden en bij zijn afscheid op vrijdag 23 maart 2001 was er een afscheidsconcert en een feestrede van Michael Zeeman in de Kleine Zaal van het Concertgebouw in Amsterdam en een receptie in de Pleinfoyer van Concertgebouw. Uit handen van de kersverse burgemeester van Amsterdam, Job Cohen kreeg hij een koninklijke onderscheiding opgespeld, Ridder in de Orde van Oranje-Nassau. Tevens verscheen er een selectie uit drie decennia stukken van Heg in de Volkskrant , getiteld U komt er niet meer in en een speciaal nulnummer van het kunsttabloid van de Volkskrant dat geheel aan Heg was gewijd.

### Publieke Omroep
Als muziekmedewerker van toonaangevende en onder journalisten veelgelezen dagbladen en makkelijke prater werd Heg al vroeg in zijn carrière ingeschakeld door de omroepen in Hilversum. Zowel als redacteur en documentairemaker bij de NOS als achter de microfoon en in beeld.

#### Radio
In 1970 werkte hij mee aan een deel van de zeventien radioprogramma’s die waren geprogrammeerd rond het Holland Festival van dat jaar. Bijna een kwart eeuw (van 1990 tot 2014) was hij onder presentator Menno Feenstra en later Hans Haffmans regelmatig te horen als panellid van het goed beluisterde radioprogramma Diskotabel. Door dit programma werd hij bij een breed publiek bekend ‘als oude rot in het vak’. Het vestigde zijn reputatie als kenner, aangezien hij vaak de orkesten, dirigenten en solisten wist te raden.

#### Televisie
In 1971 was hij panellid van het televisieprogramma Uit de kunst. Samen met filmcriticus Charles Boost, journalist Ageeth Scherphuis en theatermaker Agna Arens besprak hij in het programma diverse kunstuitingen.
Stefan Felsenthal, chef culturele programma’s van de (NOS), rekruteerde Heg als adviseur, redacteur. en maker van televisieprogramma's en documentaires. Zo bewerkte hij een twee uur durende Franse film over de pianist Glenn Gould (Glenn Gould speelt en praat), die op 13 mei 1988 werd uitgezonden op Nederland 3. Hij maakte ook losse items voor kunstprogramma’s van de (NOS), vaak interviews met componisten, zoals de Italiaan Luciano Berio in Rome (1972) en de Argentijns-Duitse componist, dirigent en librettist Mauricio Kagel.
Heg werd vooral bekend van zijn televisiefilm uit 1983 over Italiaanse dirigent en componist Bruno Maderna, maar tekende ook voor een serie andere televisieportretten. Zoals over de aanstormende maar nog onbekende choreograaf Jiri Kylian (1971), de violist Willem Noske (1982), en de componist Kirill Kondrašin (1989). Hij maakte ook documentaires over het Holland Festival (1987) en de Nederlandse Opera (1988).